# Maják Haifa Lee Breakwater
Maják Haifa Lee Breakwater (anglicky: Haifa Lee Breakwater Light) se nachází ve městě Haifa v Izraeli, ve východní části Středozemního moře. Nachází se na konci nábřeží, které slouží jako vlnolam Haifského přístavu.

## Popis
Maják byl do roku 2007 umístěn na vrcholu devíti metrové betonová řídicí věže. Pak byl vlnolam přestavěn a maják přemístěn na dvacet pět metrů vysokou kovovou radarovou věž.

## Data
- Výška světla 64 m n. m.
- výška věže 25 m
- bílé světlo se záblesky každých 10 sekund

označení:
- Admiralty N5947
- NGA 113-21220